# La Sauve
La Sauve [la sov] ist eine französische Gemeinde im Département Gironde in der Region Nouvelle-Aquitaine. Die Gemeinde liegt im Einzugsgebiet der Stadt Bordeaux. Während La Sauve im Jahr 1962 noch über 793 Einwohner verfügte, zählt man aktuell 1594 Einwohner (Stand 1. Januar 2022). Die Gemeinde gehört zum Kanton L’Entre-deux-Mers im Arrondissement Bordeaux.
La Sauve ist Teil der Region Entre-Deux-Mers.

## Bevölkerungsentwicklung
| Jahr                       | 1962 | 1968 | 1975 | 1982 | 1990 | 1999 | 2010 | 2017 |
| Einwohner                  | 793  | 857  | 843  | 1004 | 1100 | 1213 | 1417 | 1483 |
| Quellen: Cassini und INSEE |      |      |      |      |      |      |      |      |

## Sehenswürdigkeiten
Auf einem Hügel oberhalb des Ortes stehen die Ruinen der Abtei La Sauve-Majeure, die dem Ort den Namen gaben. Sie sind, zusammen mit der Pfarrkirche Saint-Pierre, seit 1998 als Teil des Weltkulturerbe der UNESCO „Jakobsweg in Frankreich“ ausgezeichnet.
In der Kirche Saint-Pierre ist ferner die 1878 von Aristide Cavaillé-Coll erbaute und mittlerweile (2009) als monument historique klassifizierte Hausorgel des Komponisten Charles Gounod zu sehen. Siehe auch: Liste der Monuments historiques in La Sauve